# Wereldkampioenschap voetbal 1982 (Groep D) Engeland - Koeweit
Het duel tussen Engeland en Koeweit was voor beide landen de derde wedstrijd bij het WK voetbal 1982 in Spanje. Het duel uit groep D werd gespeeld op vrijdag 25 juni 1982 (aanvangstijdstip 17:15 uur lokale tijd) in het Estadio San Mamés in Bilbao. Engeland was, na overwinningen op achtereenvolgens Frankrijk (3-1) en Tsjecho-Slowakije (2-0), al zeker van een plaats in de volgende ronde.
Het was de eerste ontmoeting ooit tussen beide landen. Het duel, bijgewoond door 39.700 toeschouwers, stond onder leiding van scheidsrechter Gilberto Aristizábal uit Colombia, die werd geassisteerd door lijnrechters Henning Lund-Sørensen (Denemarken) en José Luis García (Spanje). Engeland won het duel met 1-0 door een treffer van aanvaller Trevor Francis.

## Wedstrijdgegevens
| Engeland | 1 – 0        | Koeweit |
| Trevor Francis 27' | goals        | |
| Ron Greenwood | bondscoach   | Carlos Alberto Parreira |
| |              | |
| Peter Shilton Steve Foster Mick Mills Phil Neal Phil Thompson Steve Coppell Glenn Hoddle Ray Wilkins Trevor Francis Paul Mariner Graham Rix | opstellingen | Ahmad Al-Tarabulsi Naim Fajah 76' Walid Al-Mubarak Mahmoud Mubarak Saad Al-Hutti Abdulaziz Al-Balushi Abdulaziz Al-Anbari Abdullah Mayuf Fathi Matar Yusuf Faraj Faisal Al-Dakhil |
| | wissels      | 76' Hamud Al-Shemmari |
| |              | |
| Paul Mariner 43' | gele kaarten | 44' Naim Fajah |
| | rode kaarten | |

## Overzicht van wedstrijden
| Eerste ronde | | |
| Groep A | Groep B | Groep C |
| Italië – Polen Kameroen – Peru Italië – Peru Kameroen – Polen Polen – Peru Italië – Kameroen                                                       | West-Duitsland – Algerije Chili – Oostenrijk West-Duitsland – Chili Oostenrijk – Algerije Algerije – Chili West-Duitsland – Oostenrijk    | Argentinië – België Hongarije – El Salvador Argentinië – Hongarije België – El Salvador België – Hongarije Argentinië – El Salvador                |
| Groep D | Groep E | Groep F |
| Engeland – Frankrijk Tsjecho-Slowakije – Koeweit Engeland – Tsjecho-Slowakije Frankrijk – Koeweit Frankrijk – Tsjecho-Slowakije Engeland – Koeweit | Spanje – Honduras Joegoslavië – Noord-Ierland Spanje – Joegoslavië Honduras – Noord-Ierland Honduras – Joegoslavië Spanje – Noord-Ierland | Brazilië – Sovjet-Unie Schotland – Nieuw-Zeeland Brazilië – Schotland Sovjet-Unie – Nieuw-Zeeland Sovjet-Unie – Schotland Brazilië – Nieuw-Zeeland |

| Tweede ronde                                            |                                                                     |                                                             |                                                                             |
| Groep 1                                                 | Groep 2                                                             | Groep 3                                                     | Groep 4                                                                     |
| België – Polen België – Sovjet-Unie Polen – Sovjet-Unie | Engeland – West-Duitsland West-Duitsland – Spanje Engeland – Spanje | Italië – Argentinië Brazilië – Argentinië Italië – Brazilië | Frankrijk – Oostenrijk Oostenrijk – Noord-Ierland Noord-Ierland – Frankrijk |
| Halve finales                                           |                                                                     |                                                             |                                                                             |
| Polen – Italië                                          | Polen – Italië                                                      | West-Duitsland – Frankrijk                                  | West-Duitsland – Frankrijk                                                  |
| Troostfinale                                            |                                                                     |                                                             |                                                                             |
| Frankrijk – Polen                                       |                                                                     |                                                             |                                                                             |
| Finale                                                  |                                                                     |                                                             |                                                                             |
| Italië – West-Duitsland                                 |                                                                     |                                                             |                                                                             |